# Mandija
Les Mandija sont une population d'Afrique centrale, surtout présente au centre de la République centrafricaine où ils représentent le troisième groupe du pays (13 %). Quelques communautés vivent également au Cameroun et au Tchad.
Ils n’ont pas de vrai leader politique bien qu’auparavant leur rassemblement (lors de guerres ou d’affrontement) pouvait être décidé par certains chefs régionaux[réf. nécessaire]. 
Restant fortement représentés en Centrafrique, ils sont souvent affiliés au groupe des Baya dont ils partageaient relativement auparavant les territoires de chasse. Ils seraient en partie nomades de par leur ascendance et sont géographiquement situés dans le centre et le nord-est du pays non loin de la frontière avec le Tchad (Grinbingi, Ouham).

## Ethnonymie
Selon les sources et le contexte, on observe plusieurs variantes : Mandija, Mandja, Mandzia, Mandjias, Manja, Manjas, Manza n'a rien avoir avec la population Mbanza qui sont en RCA, Congo-Brazzaville et la RDC[pas clair].

## Langues
Leur langue est le Mandza ou manza), à ne pas confondre avec la langue Mbanza de Kémétiques,dont le nombre de locuteurs en RDCONGO, CONGO-BZV et la RCA  était estimé de Mandza en RCA à 220 000 en 1996. Ils parlent également le sango.

## Personnalités
L’ancien Premier ministre de la République centrafricaine, Élie Doté, appartient à la communauté mandja du Centre-Nord.